# Nazionale femminile under 16 di calcio dell'Italia
La Nazionale Under-16 di calcio femminile dell'Italia è la rappresentativa calcistica femminile dell'Italia formata da giocatrici al di sotto dei 16 anni, ed è posta sotto l'egida della Federazione Italiana Giuoco Calcio.

## Storia
La storia della Nazionale Under-16 femminile italiana è iniziata a fine 2015/principio 2016, con il primo raduno tenutosi a Coverciano dal 10 al 13 gennaio 2016, sotto la guida del CT Massimo Migliorini. La selezione, che non partecipa a competizioni ufficiali UEFA o FIFA, riservate alle nazionali Under-20, Under-19 e Under-17, è la minore tra le selezioni calcistiche femminili italiane.
Le prime gare internazionali sono state giocate nel 2016, quando il 5 aprile le Azzurrine hanno esordito perdendo 1-0 contro la Danimarca nella prima gara del torneo UEFA a Loughborough, in Inghilterra, continuato poi con un'altra sconfitta contro l'Inghilterra e una vittoria, contro la Repubblica Ceca. 

## Organico

### Rosa attuale
Lista delle 20 convocate dal selezionatore Jacopo Leandri per il Torneo di La Manga dal 14 al 19 febbraio 2020.
|  | P | Verena Beka           | 6 febbraio 2004  |  |  | Milan                   |  |  |
|  | P | Aurora Gilardi        | 15 aprile 2004   |  |  | Brescia                 |  |  |
|  |   |                       |                  |  |  |                         |  |  |
|  | D | Beatrice Bruni        |                  |  |  | Roma                    |  |  |
|  | D | Laura Maria Congiunti | 2004 (16 anni)   |  |  | Inter                   |  |  |
|  | D | Martina Costantino    | 2004 (16 anni)   |  |  | Juventus                |  |  |
|  | D | Mattea Gallo          | 2004 (16 anni)   |  |  | Napoli                  |  |  |
|  | D | Angela Passeri        | 2004 (16 anni)   |  |  | Il Delfino Flacco Porto |  |  |
|  | D | Giulia Semplici       | 27 agosto 2004   |  |  | Milan                   |  |  |
|  | D | Carola Zannini        | 8 giugno 2005    |  |  | Roma                    |  |  |
|  |   |                       |                  |  |  |                         |  |  |
|  | C | Elisa Dal Brun        | 22 dicembre 2004 |  |  | Milan                   |  |  |
|  | C | Anastasia Ferrara     | 24 ottobre 2004  |  |  | Roma                    |  |  |
|  | C | Maddalena Nava        | 2004 (16 anni)   |  |  | Juventus                |  |  |
|  | C | Sara Pezzi            | 21 maggio 2004   |  |  | Roma                    |  |  |
|  | C | Chiara Premoli        | 28 luglio 2004   |  |  | Milan                   |  |  |
|  | C | Sofia Pulacini        | 16 gennaio 2004  |  |  | Inter                   |  |  |
|  |   |                       |                  |  |  |                         |  |  |
|  | A | Veronica Bernardi     | 10 luglio 2005   |  |  | Castelvecchio           |  |  |
|  | A | Anita Maria Cochis    | 8 giugno 2004    |  |  | Inter                   |  |  |
|  | A | Giulia Grossi         |                  |  |  | Roma                    |  |  |
|  | A | Gaia Lonati           | 2004 (16 anni)   |  |  | Inter                   |  |  |
|  | A | Maria Grazia Petrara  | 2 aprile 2004    |  |  | Roma                    |  |  |

### Staff
Lo staff della nazionale si compone dal commissario tecnico, che allena, convoca e schiera in campo le atlete ed è assistito da un assistente allenatore. Ad aiutare gli allenatori, ci sono il preparatore atletico, il preparatore dei portieri, il capo delegazione, il segretario, i medici, i massofisioterapisti e gli osservatori, che assistono ai match degli avversari.

### Staff tecnico
- Commissario tecnico: Jacopo Leandri
- Assistente allenatore: Viviana Schiavi
- Preparatore atletico: Franco Olivieri
- Preparatore dei portieri: Mattia Volpi
- Medico: Marco Scrivano
- Fisioterapista: Emiliano Diaferia
- Segretario: Daniela Censini